# Veafjorden
60°34′45″N 5°43′16″Ø / 60.57917°N 5.72111°Ø
Veafjorden er en af tre fjorde omkring Osterøy i Vestland fylke i Norge. 
Den går fra Sørfjorden i syd til Osterfjorden i nord og er omkring 15 kilometer lang. Langs Veafjorden ligger byerne Stanghelle og Stamnes. Veafjorden og dens landskab blev brugt i filmen The Golden Compass med blandt andre  Nicole Kidman, Eva Green og Daniel Craig.